# Cathy Ytak
Cathy Ytak, née le 16 juin 1962 à Montreuil-sous-Bois (Seine-Saint-Denis), est une écrivaine et une traductrice française.

## Biographie
Après des études de graphisme et de reliure artisanale à Paris, à l'École Estienne, Cathy Ytak part au Brésil, dans le Sertão, participer  à l'élaboration de matériel pédagogique graphique pour une école rurale. Elle a tout juste dix-huit ans[réf. nécessaire].
De retour en France, elle multiplie les petits boulots : ménages, surveillances de cantine, dessin archéologique, reliure, vacations dans un centre de tri PTT, gardes d'enfants, etc. Puis elle travaille comme vendeuse, pendant sept ans, dans un magasin de photo.
Dès 1985, elle devient animatrice bénévole dans des radios libres (Radio libertaire et Ràdio País) (émissions littéraires et musicales). Elle se dirige ensuite vers le journalisme professionnel et la presse écrite (elle collabore notamment à des revues comme Archéologia, La vie au Soleil, Maison et Nature, Macfun, Macworld, Compétentes Médicales, etc.). Elle entreprend des études de langue au Centre d'Études Catalanes, puis poursuit ses études en Catalogne, à Barcelone.
Elle débute dans la traduction (du catalan) en 1995, pour les éditions Métailié. Elle travaille pendant deux ans comme attachée de presse pour les éditions Encrage, basées à Amiens, avant de devenir lectrice pour les éditions Denoël de 1996 à 1998, sous la direction de Jacques Chambon, puis de Serge Brussolo. Son premier roman Place au soleil est publié en 1999 aux éditions du Seuil, sous la direction de Claude Gutman. Elle abandonne progressivement le journalisme pour ne plus se consacrer qu'à l'écriture et la traduction.
Elle écrit des romans (aussi bien pour les enfants que pour les ados et les adultes), des guides pratiques (cuisine), et traduit de la littérature contemporaine catalane. Elle a créé avec les écrivains Gilles Abier et Thomas Scotto L'Atelier du Trio (lectures publiques, expositions, etc.) . Elle participe à des lectures publiques et des salons du livre, et anime régulièrement des rencontres et ateliers d'écriture en collège et lycée, médiathèque, maison de retraite, maison d'arrêt, institut médico-pédagogique, etc. En dehors de ses tournées, elle partage son temps entre la région parisienne et la Bretagne.
Elle est membre de la Charte des auteurs et des illustrateurs jeunesse, de la SGDL, ainsi que de l'Association des traducteurs littéraires de France (ATLF). Elle a siégé au Conseil d'administration de cette association entre 2010 et 2014, et en a été la secrétaire générale en 2012-2013.
En 2017 est publié aux éditions Talents Hauts son roman jeunesse D'un trait de fusain, qui se déroule dans les années 1990, durant l'épidémie du Sida. Pour Michel Abescat, dans son avis critique de Télérama, « Cathy Ytak dit la confusion des sentiments qui s’empare du petit groupe, le désarroi et la colère, l’espoir et la terreur devant la mort soudain si proche, la rage de vivre aussi, les fous rires et les sanglots. »
Aux mêmes éditions est publié en 2019 Les vraies richesses, se déroulant dans les années 1910, autour de « l’utopie sociale créée par Jean-Baptiste Godin. »
En 2020, elle obtient la mention spéciale du Prix Vendredi pour son roman Sans armure, qui met en scène deux femmes amoureuses, dont l'une est porteuse d'un trouble du spectre autistique.
Son roman ado Têtes hautes, est publié en 2023. Il évoque la grève des sardinières à Douarnenez dans le milieu des années 1920. Selon l'avis critique de Télérama, l'ouvrage est un « récit social et féministe [...] clairement engagé, et une passionnante fiction aux ressorts puissamment romanesque. »

## Œuvres

### Littérature

#### Années 1990 et 2000
- Une femme une femme, essai, éditions Traffic, 1991.
- Lluís Llach, la géographie du cœur, entretien, éditions Syros-Alternatives, 1992.
- Lluís Pasqual, camí de teatre, entretien, Alter Pirene, 1993 (ca).
- Le Sourire de Némésis, roman, éditions Sansonnet, 2000.
- Place au soleil, roman, éditions du Seuil, 2000.
- « Un mardi, à sept heures », nouvelle, in Pour ne pas vivre idiot, éditions du Sansonnet, 2001.
- Un petit air de famille, petit roman jeunesse, éditions MDI, 2001.
- Vous appelez ça des vacances ?, roman, éditions J'ai Lu Jeunesse, 2002.
- Azur Palace, roman, éditions J'ai Lu Jeunesse, 2002.
- Ulysse et le tableau qui fuit, album pour enfants, éditions Lito, 2002.
- « Le Monstre du tuyau de douche ; Le Monstre du sèche-cheveux ; Le Monstre du tiroir de la cuisine », in Mes monstres et moi, recueil jeunesse, éditions Lito, 2003.
- « Mon mariage avec Yacine », in Histoire d'amour, recueil jeunesse, éditions Lito, 2003.
- Rendez-vous sur le lac, J'ai lu Jeunesse, 2003 ; rééd. La cabane sur le Chien, 2008
- Octavi vend sa voiture, illustrations Corinne Salvi, éd. La cabane sur le chien, 2004.
- Le Cimetière d'Aarhus, roman adultes, éditions Thierry Magnier, 2004.
- Les murs bleus[9], roman ados/adultes, éditions Syros, 2006.
- L'arrestation, petit roman jeunesse, illustrations Corinne Salvi, éditions MDI, 2006.
- L'ombre d'Adrien, roman ados, éditions Syros, collection "Les uns les autres", 2007.
- Sept contes en balade, contes modernes pour enfants, illustrations de Corinne Salvi, Joëlle Gagliardini, Simon Kroug, éditions La cabane sur le chien, 2007.
- Une odeur de curry, petit roman jeunesse, illustrations Corinne Salvi, éditions MDI, 2007.
- Rien que ta peau, roman ados/adultes, Actes Sud junior, collection "D'une seule voix", 2008 ; et rééd. 2014
- Rendez-vous sur le lac, roman jeunesse, éditions La cabane sur le chien, 2008.
- De l'art de jouir de la famille, nouvelle, in "Secrets de famille", éditions Malpertuis, 2008.
- Une chaise vide[10], petit roman jeunesse, Cornelsen Verlag, 2009.
- Ainara, in "A chacun sa cabane", collectif. éditions La cabane sur le chien, 2009.

#### Années 2010 et 2020
- Les aventures du livre de géographie qui voulait voyager avant de s'endormir[11], théâtre pour enfants, éditions Syros, 2010.
- 50 minutes avec toi, roman ados/adultes, éditions Actes Sud junior, 2010.
- Le retour de la demoiselle, roman jeunes ados, éditions L'École des Loisirs, 2011.
- Il se peut qu'on s'évade, roman ados/adultes, photographies de Gérard Rondeau, éditions Thierry Magnier, collection "Photoroman", 2011.
- Petits ruisseaux, album, illustration Vincent Mathy, éditions Sarbacane, 2011.
- Le garçon des rives (Cathy Ytak) / Le garçon d'écume (Thomas Scotto), éditions du Rouergue, collection "Boomerang", 2013.
- Pas couché, roman ados/adultes, éditions Actes Sud junior, collection "D'une seule voix", 2014
- Livraison d'amoureux à domicile, éditions Syros, collection mini-Syros roman, 2014.
- Le monde à l'envers, petit roman jeunesse, Cornelsen Verlag, 2015.
- La Seule Façon de te parler, roman jeunesse, éditions Nathan, collection "Mes années collège", 2015.
- Les mains dans la terre, roman jeunesse, éditions Le Muscadier, 2016.
- Libres d'être, De fibres entremêlées (Thomas Scotto) Et si ma maison brûle (Cathy Ytak), éditions du Pourquoi pas ?, 2016.
- L'enfant du matin, in Vivre livre, nouvelle jeunesse, éditions du Pourquoi Pas ? (Collectif), 2016.
- D'un trait de fusain[5], roman ados/adultes, éditions Talents Hauts, 2017.
- Tu vois, on pense à toi !, roman jeunesse, éditions Syros, 2017.
- Ça change tout ! , Album, illustrations Daniela Tieni, éditions L'atelier du poisson soluble, 2017.
- Zélie et moi (Cathy Ytak) / Moi et ma bande (Thomas Scotto), éditions du Rouergue, collection "Boomerang", 2017.
- Ce soir, je le fais / Ce soir, je le quitte, romans recto-verso, ados, éditions du Rouergue, collection "Doado", 2018.
- Va te changer !, texte théâtralisé pour ados, co-auteurs Thomas Scotto, Gilles Abier (L'Atelier du Trio), éditions du Pourquoi pas ?, 2019.
- Les vraies richesses[6], roman jeunesse, éditions Talents Hauts, collection "Livres et égaux", 2019.
- Sans armure, roman ado, éditions Talents hauts, collection "Ego", 2020.
- Perdus en mer, roman jeunesse, éditions Syros, collection Mini roman, 2020.
- L'appel du large, album, illustrations Laurent Corvaisier, éditions A pas de loups, 2021
- Si tu avances, roman ado, éditions Nathan, collection "courts toujours", 2021.
- Mon petit carré de terre, album, éditions du Pourquoi pas. Illustrations Christelle Diale, 2021.
- De pire en pire, texte théâtralisé jeunesse, co-auteurs Thomas Scotto, Gilles Abier (L'Atelier du Trio), illustrations Claire Czajkowski, éditions du Pourquoi pas ?, 2022
- Têtes hautes[8], roman ados/adultes, éditions Talents Hauts, collection Les Héroïques, 2023.
- Appel en absence, roman ado, éditions Nathan, collection "court toujours" 2023.

### Parutions presse
- Idées noires, mini-roman, Je bouquine (Bayard), n°381, nov 2015.
- Mission sauvetage, roman jeunesse, J'aime lire Max ! (Bayard) n° 220, avril 2017.

### Guides Pratiques (cuisine)
- Pain maison, guide cuisine, éditions Marabout-Chef, 2005.
- Le comptoir des pains, guide cuisine, éditions Marabout, 2007.
- Mes petits pots de yaourt, guide cuisine, éditions Marabout, 2008.
- Fromages frais maison, guide cuisine, éditions Marabout, 2010.
- Fait maison, guide cuisine, collectif, éditions Marabout, 2011.
- Compotes maison, guide cuisine, éditions Marabout, 2011.
- Pain de campagne maison, sans machine, guide cuisine, éditions Marabout, 2014.
- Le B.A.-BA des boissons végétales, guide cuisine, éditions Marabout, 2021.
- Du bon pain, guide cuisine, éditions Marabout, 2006.
- Recettes authentiques, guide cuisine, collectif, éditions Marabout, 2021.
- Machine à pain, Accro à mon robot, guide cuisine, éditions Marabout, 2021.

## Prix et distinctions
- Prix des lycéens allemands 2008[12] pour Les murs bleus
- Prix Tatoulu 2012[12] pour 50 minutes avec toi
- Prix de la pièce de théâtre contemporain pour le jeune public 2012[12] pour  50 minutes avec toi
- Prix Tatoulu 2019[12] pour D'un trait de fusain
- Prix des Incorruptibles en 2019[12],[13], pour Tu vois, on pense à toi !
- Mention spéciale du Prix Vendredi 2020[12],[7] pour son roman Sans armure
- Prix du roman historique jeunesse 2020[12] pour  Les vraies richesses

### Juré de prix jeunesse
Cathy Ytak a été juré du prix littéraire jeunesse Cendres, créé en hommage à Axl Cendres, jusqu'en 2022.

## Traductions du catalan
Cathy Ytak a traduit depuis le catalan vers le français plusieurs ouvrages :
- Ramon Llull, Ignasi Moreta, Africa Fanlo, Le Livre du gentil et des trois sages, album, éditions Albin Michel, 2016.
- Angels Navarro, Ça cartonne, loisirs créatifs, éditions Actes Sud, 2015.
- Joan-Francesc Castex-Ey, Ruta Major/ La grande route, poésie, éditions Les Presses Littéraires, bilingue, 2014.
- Joan-Francesc Castex-Ey, La matrice, poésie, 2013[16].
- Salvador Macip,Hipnofobia, éditions Hachette, Black Moon Thriller, 2013.
- Joan-Francesc Castex-Ey, Le sang et la sève, poésie, 2012
- Joan-Francesc Castex-Ey, Sauvage, poésie, éditions TDO, 2011.
- Lluís-Anton Baulenas, Des noms sur le sable, éditions Flammarion, 2008.
- Sebastià Alzamora i Martín, La Fleur de peau[17], éditions Métailié, 2007. Prix littéraire des jeunes Européens 2008 (traduction), prix Josep Pla de narration 2005 (La pell i la princesa)[18]
- Joan-Lluís Lluís, Dictionnaire enthousiaste de la Catalogne et des Catalans, édition TDO, 2007.
- Joan-Lluís Lluís, Le Jour de l'ours, éditions Tinta Blava, 2006.
- Maria Mercè Roca (ca) Le Dernier Train, éditions Métailié, 2006.
- Lluís-Anton Baulenas, Combat de chiens, 2005.
- Joan-Lluís Lluís, Pascal Comelade/Arsène Lupin, les preuves irréfutables d'une ingénieuse mystification, édition Mare Nostrum, 2005.
- Joan-Lluís Lluís, Conversation avec mon chien sur la France et les Français, éditions du Cherche-Midi, 2004.
- Maria Mercè Roca, « Appels téléphoniques », nouvelle, in À table, éditions Métailié, 2004.
- Albert Mestres, Dramàtic, pièce de théâtre en cotraduction avec l'auteur, 2004.
- Lluís-Anton Baulenas, Le Bonheur, éditions Flammarion, 2003.
- Lluís-Anton Baulenas, Le Fil d'argent, éditions Flammarion, 2001.
- Maria Mercè Roca, Ça ressemble à l'amour, éditions Le Seuil/Métailié, 2001.
- Maria Mercè Roca, Un temps pour perdre, éditions Métailié, 2001.
- Maria Mercè Roca, « Café noir », nouvelle, in Quand on aime, éditions Métailié, 1999.
- Maria Mercè Roca, Les Escaliers de Port-Bou, éditions Métailié, 1997.